# Глазовский завод Металлист
АО «Гла́зовский заво́д Металли́ст» — машиностроительное предприятие в городе Глазов Удмуртской Республики, является производителем слесарных и станочных тисков, промышленных калориферов, вентиляторов и отопительных агрегатов.

## Описание
Предприятие расположено на окраине города, благодаря чему в меньшей степени влияет на загрязнение окружающей среды и атмосферы. Находится вблизи от подъездной железной дороги. Общая площадь, занимаемая предприятием, составляет 45 гектар. Среднесписочная численность работников — 500 человек. Выпуск продукции в год на сумму около 400 млн рублей.
Основной вид деятельности АО «Глазовский завод Металлист» — производство промышленной продукции, не основной вид деятельности — торговля, общественное питание. В настоящее время основными видами изделий, производимыми в АО «Глазовский завод Металлист», являются 2 группы товаров:
- Слесарно-зажимной инструмент: тиски слесарные и станочные, наковальни, замки.
- Вентиляционно-отопительное оборудование: калориферы, вентиляторы промышленные, отопительные агрегаты.

Вся выпускаемая продукция проходит обязательную или добровольную сертификацию. В 2007 году пройдена повторная сертификация на соответствие международному стандарту DIN EN ISO 9001:2000.

## История
Завод был организован в 1899 году на базе ремесленного отделения при Глазовском городском трехклассном училище, где обучали слесарному, кузнечному ремеслу. В 1914 году училище было преобразовано в оружейную мастерскую. В годы гражданской войны здесь размещались оружейные мастерские, был организован выпуск жестяных изделий. В годы первых пятилеток была открыта артель «Металлпром», где было организовано весовое, жестяное, столярное и слесарно-кузнечное производство. В годы Великой Отечественной войны на предприятии было организовано производство фурнитуры для снарядных ящиков, труб к печам, котлов и другой продукции, нужной фронту. В 1960 году предприятие было переименовано в Глазовский завод Металлоизделий, именно в эти годы определилась основная номенклатура завода — тиски слесарные, калориферы и замки. В начале 1962 года на предприятии был создан технический отдел, что послужило толчком к дальнейшему развитию завода. С 1970 года начались поставки слесарных тисков на экспорт.
В 1990-х годах началось тесное сотрудничество с Камским литейным заводом, в результате чего слесарные тиски стали производиться из стали, было освоено производство наковален. В конце 1990-х годов на предприятии началось освоение отопительных агрегатов, а с 2005 года завод приступил к освоению выпуска центробежных вентиляторов.
В состав завода в середине 1990-х годов была включена швейно-трикотажная фабрика, которая стала структурным подразделением завода — швейным производством. Основная специализация швейного производства — выпуск спецодежды для всех отраслей промышленности, сферы бытового обслуживания населения и торговли. С 2006 года швейная фабрика стала самостоятельным предприятием ОАО «Глазовская швейная фабрика». 
Сегодня АО «Глазовский завод Металлист» входит в число успешных производственных предприятий России. Ежегодно вносится Торгово-промышленной палатой Российской Федерации в Реестр надежных деловых партнеров,ю. В 2011 году компания отмечена в Национальном Реестре «Ведущие промышленные предприятия России». Завод неоднократно был награждëн премией президента в области качества, с вручением соответствующих дипломов. Производство АО «Глазовский завод Металлист» включает в себя современный инструментальный участок, участок обрабатывающих центров с числовым программным управлением, раскройные лазерные комплексы, оборудование для динамической балансировки рабочих колес, листообрабатывающее оборудование: ножницы, пресс, листогибы с числовым программным управлением, установка для покрытия металлоизделий порошковыми красками.